# Szpital św. Ducha w Warszawie (ul. Długa 3)
Szpital św. Ducha – szpital założony przed 1388 rokiem przy kaplicy św. Ducha, znajdującej się przy skrzyżowaniu ulic: Nowomiejskiej i Podwale w Nowej Warszawie.

## Opis
Po raz pierwszy szpital wzmiankowany był w 1388 roku, kiedy to książę Janusz I Starszy zrzekł się praw do kościoła św. Ducha na rzecz mieszczan. Najprawdopodobniej wówczas lepiej uposażyli oni szpital dla ubogich. W 1425 roku w przywileju otrzymał nazwę Domus Pauperum Hospitalis. Pełnił on wówczas funkcję przytułku dla chorych i starców. Stanowił pierwszą komunalną placówkę opieki, której działalnością kierowało miasto.
Po zakończeniu wojen szwedzkich przekazany przez biskupa poznańskiego Tolibowskiego, wraz z kościołem, cmentarzem i innymi zabudowaniami, paulinom. Następnie został otoczony murem i stał się częścią systemu obronnego miasta Starej Warszawy. Na początku XVIII wieku przestano do placówki przyjmować chorych. W 1821 roku został przyłączony do przytułku funkcjonującego przy kościele Panny Marii.